# Cheggar
Cheggar este o comună din departamentul Aleg, Regiunea Brakna, Mauritania, cu o populație de 9.964 locuitori.